# 너덜샘
너덜샘은 강원특별자치도 태백시 화전동에 위치한 낙동강의 지리적 발원지로 알려져 있다. 해발 1418m 금대봉 기슭에 위치해 있다고 하지만 1980년대 초 지리연구가인 이형석씨에 의해 낙동강의 발원지가 태백시 천의봉 너덜샘으로 새롭게 밝혀졌다.

## 위치
백두대간 줄기가 힘차게 뻗어 내려오다가 매봉산 천의봉에서 방향을 틀며 갈라져 서쪽으로는 비단봉·금대봉·함백산(1,573m)·태백산(1,567m)으로 이어져 낙남정맥을 이루고 있는 것으로 알려졌다. 특히 낙동강은 매봉산(梅峰山) 천의봉(天衣峯) 너덜샘에서 발원하는데, 그 물이 지나가는 태백산 자락의 태백에 연못 황지(黃池)를 천연적으로 만들어낸다 고 밝혀졌다.
하지만 일부에서는 낙동강 발원지가 황지연못보다 윗자락인 천의봉의 너덜샘이나 은대봉 능선의 은대샘과 금샘까지 거슬러 올라갈 수 있듯이 한강의 발원지 또한 금대봉 자락의 제당굼샘과 예터굼의 굴물 등까지 거슬러 살펴봐야 한다는 주장도 있다.

## 현재상황
태백시는 2003년부터 주민과 관광객, 등산객 등을 위해 두문동재 공터에 식수대를 설치하고 너덜샘물을 관으로 끌어와 샘터로 활용하고 있었으나 2008년 9월부터 계속되고 있는 가뭄으로 최근 물줄기가 완전히 끊겨 버렸다.
2009년 3월 3일에는 삼수동 두문동재 7부 능선의 옛 국도 제38호선 변에 있는 너덜샘이 가뭄으로 말라 가면서 도로 아래쪽 공터에 설치된 식수대에서 물이 전혀 나오지 않고 있었다.

## 같이 보기
- 낙동강
- 매봉산
- 금대봉